# Model swoi-obcy
Model swoi-obcy (ang. insider-outsider theory) − model nowej teorii bezrobocia przymusowego, który wyjaśnia dlaczego pracownicy zatrudnieni w przedsiębiorstwie mogą zażądać wyższych płac niż domagać mogliby się ci, którzy pozostają bez pracy. Określenie „swoi” dotyczy zatrudnionych pracowników, „obcy” – bezrobotnych.
Z punktu widzenia ekonomii, przedsiębiorstwo powinno dążyć do minimalizacji kosztów, pozornie zatrudnienie nowej, tańszej siły roboczej byłoby racjonalne. Jednak model zwraca uwagę na dwa dodatkowe czynniki:
- konieczne byłoby poniesienie kosztów zwolnienia starych oraz przyjęcia i przeszkolenia nowych pracowników,
- może dojść do obniżenia jakości współpracy między pracownikami.

Przedsiębiorcy akceptują więc wyższą, narzuconą stopę płac „swoich” i przesuwają się wzdłuż krzywej popytu na pracę prowadząc do wysokiego poziomu bezrobocia.
Efekty działania modelu to między innymi:
- niewielkie fluktuacje liczby pracowników,
- spadek zatrudnienia przy każdym poziomie inflacji,
- wywoływanie zjawiska histerezy.